# 村上記代
村上 記代（むらかみ きよ〔本名：和田冴子〕、1928年3月16日 - ）は、神奈川県鎌倉市小町出身の日本の女優。

## 出演

### 映画
- 「汚れた花園」（1948年3月22日） - 明子 役[3]
- 「破戒」（1948年12月6日）
- 「わが恋は燃えぬ」（1949年2月15日） - 女工 役
- 「母呼ぶ鳥」（1949年8月22日） - 村井 役
- 「破れ太鼓」（1949年12月1日） - つゆ 役
- 「エデンの海」（1950年10月14日） - 笹山 役
- 「獣の宿」（1951年6月8日） - 女中 役
- 「歌ごよみ お夏清十郎」（1954年11月1日）
- 「応仁絵巻・吉野の盗賊」（1955年11月22日） - 百姓の女房 役
- 「女難屋敷」（1956年5月18日） - 月をみる女 役
- 「朱と緑」（1956年8月28日） - お照 役
- 「涙」（1956年9月26日） - タカ 役
- 「海人舟より 禁男の砂」（1957年6月18日） - よね 役
- 「坊つちやん」（1958年6月15日） - いか銀女房 役
- 「惜春鳥」（1959年4月28日） - 女中 役
- 「バラ少女」（1959年5月5日） - 石川 役
- 「手さぐりの青春」（1959年8月30日） - 井上きみ子 役
- 「彼女だけが知っている」（1960年2月2日） - 多田 役
- 「恋の片道切符」（1960年4月15日）
- 「死者との結婚」（1960年5月27日） - 看護婦 役
- 「ゼロの焦点」（1961年3月19日）
- 「水溜り」（1961年4月9日） - 富江 役
- 「流し雛」（1962年3月3日） - 看護婦 役
- 「東京湾」（1962年5月27日） - ミツ 役
- 「僕チン放浪記」（1962年8月26日） - 新宅の女中 役
- 「七人の刑事」（1963年1月27日） - ヨシエの兄嫁 役
- 「海抜0米」（1964年8月1日） - 旅館の女中 役
- 「男の影」（1964年10月15日） - 吉原妻 役
- 「この空のある限り」（1964年11月14日） - しげ 役
- 「五瓣の椿」（1964年11月21日） - おまき 役
- 「涙にさよならを」（1965年1月3日） - 待田貞子 役
- 「霧の旗」（1965年5月28日）
- 「暖春」（1965年12月31日）
- 「運が良けりゃ」（1966年3月19日）
- 「日も月も」（1969年1月25日） - 宿の女中 役
- 「喜劇・大激突」（1969年7月23日） - 階下のお内儀 役
- 男はつらいよシリーズ
  - 「男はつらいよ」（1969年8月27日） - 川甚の仲居 役
  - 「男はつらいよ 寅次郎相合い傘」（1975年8月2日） - 小樽の主婦 役
  - 「男はつらいよ 寅次郎純情詩集」（1976年12月25日） - 葬儀の参列者 役
- 「影の車」（1970年6月6日）
- 全員集合シリーズ
  - 「ツンツン節だよ全員集合!!」（1971年8月7日） - 海女 役
  - 「祭りだお化けだ全員集合!!」（1972年8月5日） - 川きんの女中 役
  - 「舞妓はんだよ全員集合!!」（1972年12月29日） - 女将 役
  - 「チョットだけョ全員集合!!」（1973年8月4日） - 使用人 役
- 「辻が花」（1972年3月29日） - 女中 役
- 「約束」（1972年3月29日） - 老婆 役
- 「人生劇場 青春篇 愛欲篇 残侠篇」（1972年7月15日） - 女中 役
- 「黒の奔流」（1972年9月9日） - 仲居 役
- 「花と龍 青雲篇 愛憎篇 怒濤篇」（1973年3月17日）
- 「宮本武蔵」（1973年7月14日）
- 「花心中」（1973年9月15日） - 那津子の母 役
- 「必殺仕掛人 梅安蟻地獄」（1973年9月29日） - 里 役
- 「しあわせの一番星」（1974年3月30日） - 久慈ふき 役
- 「街の灯」（1974年4月27日） - 麦子 役
- 「砂の器」（1974年10月19日） - 世田谷の安原外科病院の院長の妻 役
- 「真夜中の招待状」（1981年9月26日）

### テレビドラマ
- 「何処へ」第7話（1966年12月26日、日本テレビ）
- 「女と刀」（1967年4月18日 - 10月10日、TBS） - 下女 役
- 「日高川」（1967年9月18日 - 11月10日、TBS）
- 「愛のうず潮」第9話（1968年9月5日、テレビ朝日）
- 「君は心の妻だから」（1969年11月17日 - 1970年1月2日、TBS）
- 「坊つちやん」第3話（1970年11月9日、日本テレビ）
- 「青春をつっ走れ」第5話（1972年5月1日、フジテレビ）
- 「科学捜査官」第12話（1973年12月19日、フジテレビ）
- 「荒野の素浪人 第2シリーズ」第10話（1974年3月5日、テレビ朝日）
- 「愛染かつら」（1974年7月22日 - 9月28日、フジテレビ）
- 「白い秘密」（1976年10月1日 - 1977年4月1日、TBS）
- 土曜ワイド劇場（テレビ朝日）
  - 「江戸川乱歩の美女シリーズ」
    - 第1作「氷柱の美女」（1977年8月20日） - 主婦 役
    - 第2作「浴室の美女」（1978年1月7日） - 福田家の家政婦 役
    - 第3作「死刑台の美女」（1978年4月8日） - 岡本 役
    - 第6作「妖精の美女」（1978年12月30日） - キヨ 役
    - 第10作「大時計の美女」（1979年11月3日） - 長田鉄 役
    - 第14作「五重塔の美女」（1981年1月10日） - 霊媒師 役
    - 第16作「白い乳房の美女」（1981年10月3日） - 伊藤ふじ子の母 役
    - 第18作「化粧台の美女」（1982年4月3日） - 山際家の家政婦 役

  - 「松本清張の犯罪広告」（1979年1月20日）
  - 「松本清張の風の息」（1982年4月10日）
  - 「松本清張の殺人行おくのほそ道」（1983年1月8日）
  - 「孤独の密葬」（1985年8月24日）
  - 「嫁・姑殺人事件」（1985年9月28日） - 村越の母 役
- 「ご存知!女ねずみ小僧」第28話（1977年12月5日、フジテレビ） - 女房 役
- 「別れて生きる時も」第5話・第6話（1978年1月10日・1月11日、TBS）
- 「瀬戸の花嫁」第1話（1978年9月4日、フジテレビ）
- 「大空港」（フジテレビ）
  - 第17話「戦慄!! ハネムーン・ツアージャック」（1978年11月27日）
  - 第39話「ウルトラスーパーデカ 神坂紀子の華麗なる追跡!」（1979年5月28日）
- 「雲霧仁左衛門」第1話（1979年7月3日、フジテレビ）
- 「北の宿から」（1979年9月3日 - 10月26日、TBS）
- 傑作推理劇場（テレビ朝日）
  - 「愛の逃亡者」（1980年7月31日）
  - 「砂の密室」（1981年8月19日）
  - 「黒い館の女」（1982年2月25日）
  - 「嫉妬」前編・後編（1982年3月4日・3月11日）
- 「再会の海」（1980年11月3日 - 12月26日、TBS）
- 「燃える命」（1981年1月5日 - 2月27日、TBS）
- 「闇を斬れ」第20話（1981年8月18日、フジテレビ）
- 「幻之介世直し帖」 第4話「はやぶさが挑んだ大爆発の罠」（1981年10月25日、日本テレビ） - 舟宿の女将
- 「あした幸福」（1981年11月2日 - 12月31日、TBS）
- 「松本清張の黒革の手帖」第5話（1982年2月1日、テレビ朝日）
- 「流れる星は生きている」（1982年5月10日 - 7月2日、TBS）
- 「沖田総司－華麗なる暗殺者－」（1982年5月21日、フジテレビ）
- 「わが子よII」（1982年7月5日 - 8月27日、TBS）
- 火曜サスペンス劇場（日本テレビ）
  - 「松本清張の坂道の家」（1983年2月8日）
  - 「松本清張の知られざる動機」（1983年9月6日）
  - 「松本清張スペシャル・一年半待て」（1984年5月22日）
  - 「松本清張スペシャル・わるいやつら」（1985年4月2日）
  - 「松本清張スペシャル・夜光の階段」（1986年4月1日）
  - 「土地狂乱殺人事件」（1987年12月8日）
  - 「松本清張スペシャル・捜査圏外の条件」（1989年7月4日）
  - 「結婚株式会社」（1990年11月6日）
  - 「九門法律相談所」第1作（1993年11月23日）
- ザ・サスペンス「霧の神話」（1983年2月12日、TBS）
- 「花さくらんぼ」（1984年2月27日 - 4月20日、TBS）
- 「流れ星佐吉」第6話（1984年5月8日、フジテレビ）
- 金曜女のドラマスペシャル → 金曜ドラマシアター → 金曜エンタテイメント（フジテレビ）
  - 「蛇苺」（1987年5月29日）
  - 「昭和の説教強盗」（1991年5月10日）
  - 「松本清張スペシャル Dの複合」（1993年9月10日）
  - 「松本清張三回忌特別企画・草の陰刻」（1994年8月5日） - 瀬川ともえ 役
- 銀河テレビ小説「総務部総務課山口六平太」第4話（1988年7月28日、NHK） - 菅原管理人 役